# 철이와 미애
철이와 미애는 1992년에 결성된 혼성 그룹이다. 1집 멤버는 지금 라디오로 활발히 활동하고 있는 남자 멤버 신철과 여자 멤버 미애이며 1993년 3월 모든 활동을 중단한 뒤 그 해 11월 2집을 발표했지만 2집에서는 신철, 미애  외에도  연하나로 무용단 출신의 최윤애와 MBC 무용단 출신의 윤경수를 새 멤버로 보강해 4인조로 변신했고 양준일이  프로듀서로 참여한 동시에 수록곡 '뚜벅이 사랑' 작곡을  맡기도 했다.

## 멤버
- 신철
- 미애
- 최윤애(2집에 합류)
- 윤경수(2집에 합류)

## 경력
- 1992년 그룹 결성 (철이와 미애)

## 앨범
- 1992년 철이와 미애 1집 -《철이와 미애)
- 1993년 철이와 미애 -《뚜벅이 사랑》
- 2003년 철이와 미애 디지털 싱글앨범 -《너는 왜 (Digital Single)》

## 앨범의 수록곡이 TV에서 쓰인 경우
- 1993년 3월 8일에 방영된, MBC TV의 쇼 프로그램인《즐거운 세상》에선 지금은 고인이 된 남매 연예인 최진실과, 최진영이 철이와 미애의 1집 수록곡인 '너는 왜'를 불렀었다.
- MBC의 대표 예능 프로그램 무한도전 토요일 토요일은 가수다의 오프닝에 정준하와, 이본 그리고 박명수가 출연하여 철이와 미애 1집 수록곡의 '너는 왜'를 불렀다.

## 철이와 미애 데뷔앨범의 제작사
철이와 미애의 데뷔앨범 제작사는, 국내 대기업인 삼성전자의 光(광)소프트사업팀에서 자체제작을 하였다.

## 의외의 멤버
여성 멤버 중 하나인 미애는, 1995년 3인조 힙합그룹 허니 멤버로 활동하였으며 힙합 프로젝트 앨범 《1999 대한민국》에도 참여하였는데 한때 듀스 멤버 물망에 올랐으나  고사했다.

## 가요 순위
- 1993년 2월 17일 KBS2 TV《가요톱10》- 너는 왜 (수상)
- 1993년 2월 24일 KBS2 TV《가요톱10》- 너는 왜 (2주 연속)
- 1993년 3월 3일 KBS2 TV《가요톱10》- 너는 왜 (3주 연속)
- 1993년 3월 19일 MBC TV《여러분의 인기가요》- 너는 왜 (수상)
- 1993년 3월 26일 MBC TV《여러분의 인기가요》- 너는 왜 (2주 연속)
- 1993년 음반 순위 1위 (철이와 미애 1집 - 철이와 미애)[5]

## 방송 출연
- 1992년 12월 12일 SBS TV《쇼 서울 서울》- 출연
- 1993년 1월 16일 SBS TV《토요일 7시 웃으면 좋아요》- 출연
- 1993년 2월 8일 KBS2 TV《밤으로 가는 쇼》- 게스트 출연
- 1993년 3월 27일 MBC TV《특종 TV연예》- 뮤직드라마 출연
- 1994년 3월 8일 SBS TV《대결 20/40》- 출연